# Сидар Спрингс (Џорџија)
Сидар Спрингс (енгл. Cedar Springs) насељено је место без административног статуса у америчкој савезној држави Џорџија.

## Демографија
По попису из 2010. године број становника је 74.
| Група             | 2000.    | 2010.      |
| Белци             | 0 (0,0%) | 66 (89,2%) |
| Афроамериканци    | 0 (0,0%) | 6 (8,1%)   |
| Азијати           | 0 (0,0%) | 0 (0,0%)   |
| Хиспаноамериканци | 0 (0,0%) | 1 (1,4%)   |
| Укупно            | 0        | 74         |